# لامبورغيني أوروكان
لامبورغيني أوروكان هي سيارة رياضية من إنتاج شركة لامبورغيني، تم الكشف عنها في ديسمبر 2013.